# 臺南市中西區忠義國民小學
22°59′24″N 120°12′11″E / 22.989887°N 120.203108°E
臺南市中西區忠義國民小學（簡稱忠義國小）是位於臺灣臺南市中西區的公立國民小學，學校源自1940年設立的「汐見公學校」。學校鄰近臺南孔廟，而校內的禮堂（原臺南武德殿），圖書館（原臺南神社事務所）為臺南市定古蹟。

## 校史
忠義國小位在台南孔廟西側，此處在清治時期為海東書院。在日治初期，海東書院曾作臺灣守備工兵第二中隊營房、臺南第一公學校校舍。1919年4月8日，臺南廳在海東書院原址設立了「台南第三公學校」，並在1928年4月更名為「末廣公學校」，然後在1932年9月往南遷到進學國小現址，舊校舍在之後被規劃作為臺南神社外苑，在二戰後則設立了「臺南市立初級中學」。
忠義國校前身則是昭和十五年（1940年）4月1日創立的「汐見公學校」（原址今大成國中）。隔年（1941年）4月1日，改稱「汐見國民學校」。戰後，民國34年（1945年）11月由陳源泉接收汐見國民學校並擔任校長。民國35年（1946年）2月1日，校名改稱「臺南市南區第三國民學校」。在民國36年（1947年）3月1日，又改為「臺南市南區玉泉國民學校」。之後因校前道路改稱「逢甲路」，於民國36年（1947年）6月1日再改稱為「臺南市南區逢甲國民學校」。民國42年（1953年）8月，該校與臺南市立初級中學（今大成國中）交換校地，而遷至忠義路現址。同年（1953年）9月3日，改稱「臺南市中區忠義國民學校」。民國51年（1962年），奉臺南市政府指定為「重點輔導學校」。之後在民國57年（1968年）因實施九年國民義務教育，而於8月1日將校名改為「臺南市中區忠義國民小學」。2004年1月1日，中區與西區合併，改為「臺南市中西區忠義國民小學」。

## 校園空間
忠義國小現在的校舍為張瑪龍建築師事務所設計，於2004年至2007年分三期興建，為呼應四周的文化資產景觀，採取低量體、紅牆斜屋頂的造型。忠義國小在過去曾為台南神社外苑的一部分，而目前仍保存了一些神社相關設施，例如台南武德殿、台南神社休憩所以及跨越福安坑溪的小橋等，此橋是在2006年進行「原台南武德殿修護工程」時，在工地挖掘到原先成功溪橋樑的橋面，目前已在現址復原。

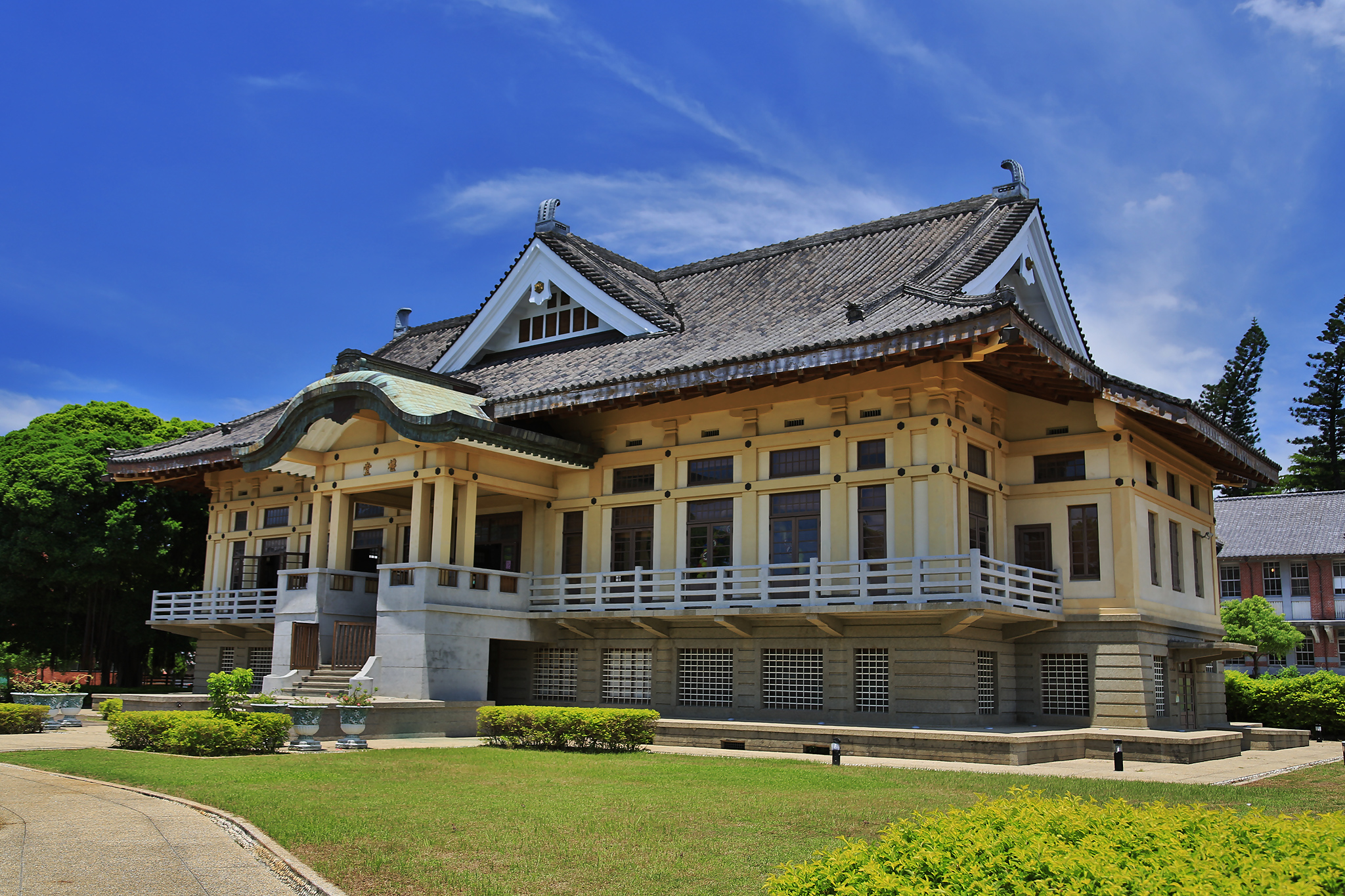
忠義國小禮堂（原武德殿）
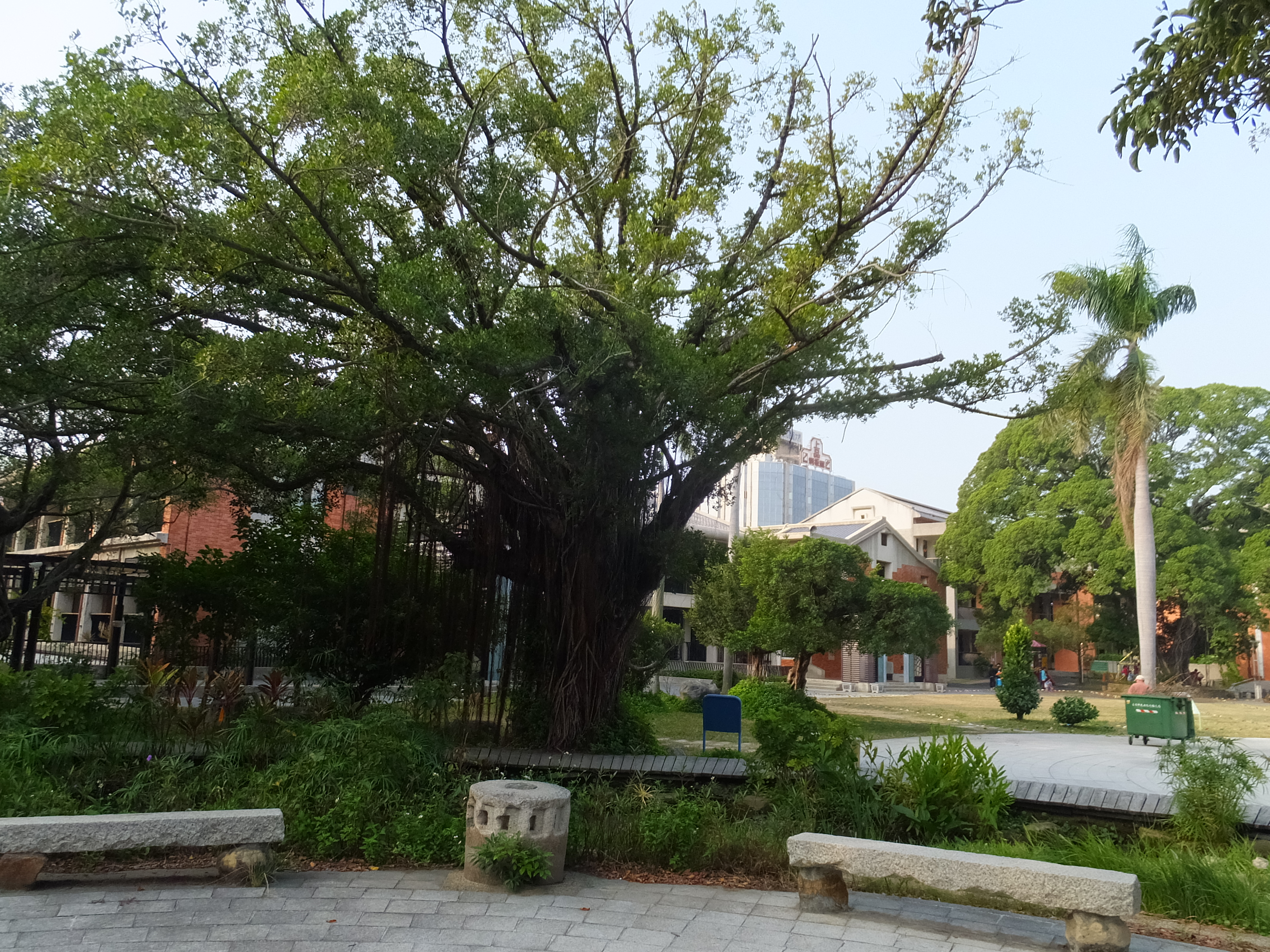
忠義國小校園一景
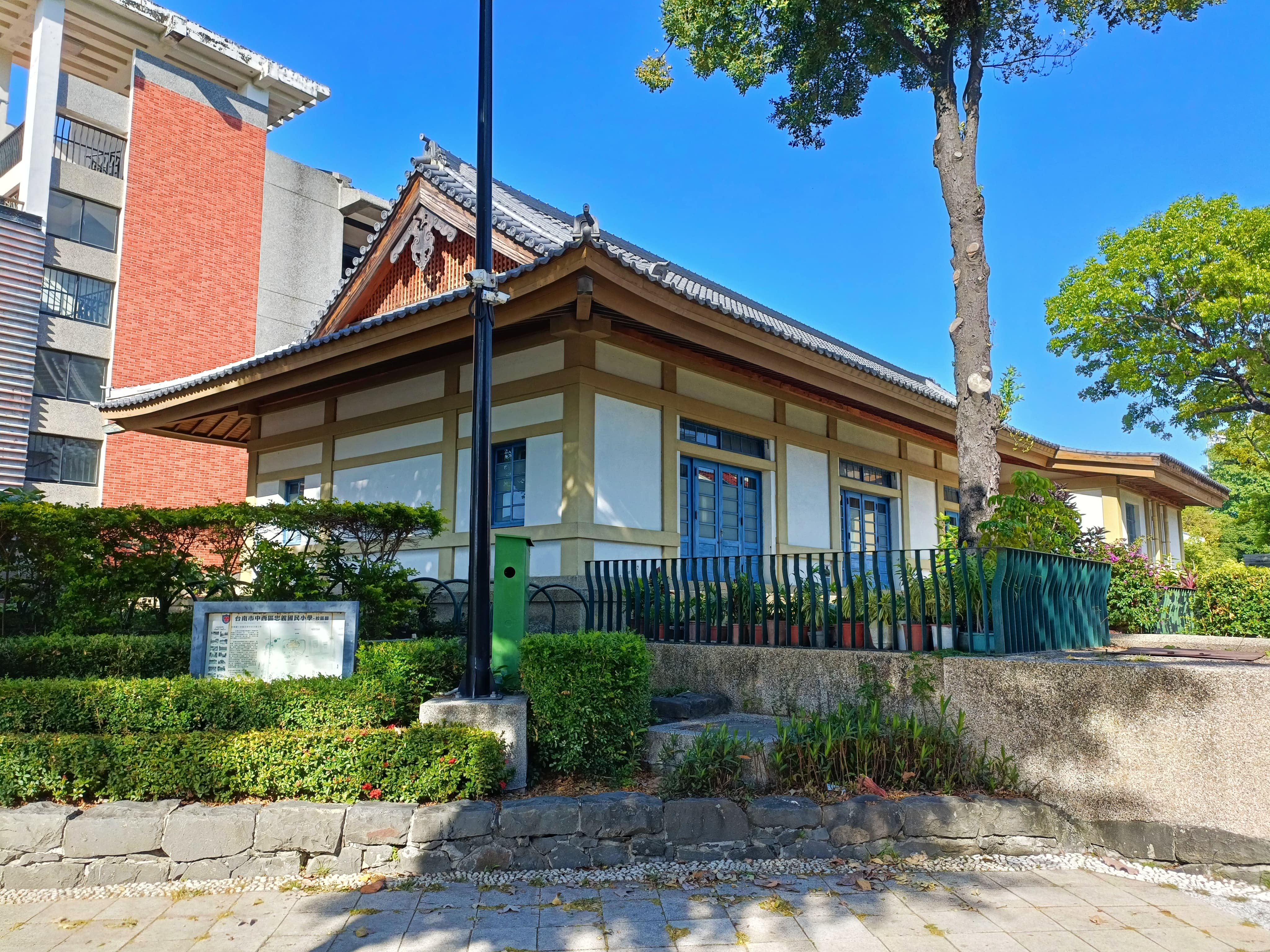
忠義國小圖書館（原臺南神社休憩所）
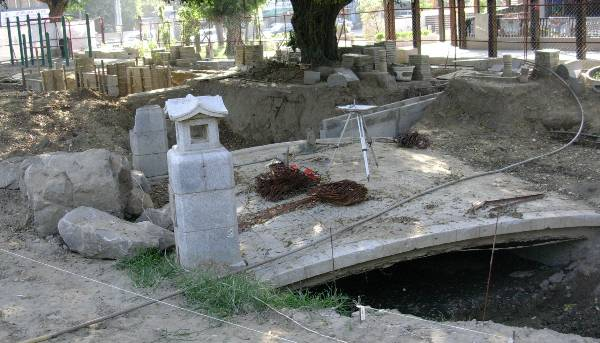
台南神社境內的小橋

## 歷任校長
汐見公學校、汐見國民學校
- 米田龜太郎：1940年~1942年，兼任，同時為末廣公學校長、臺南第二高等女學校教諭
- 濱田弘：1942年~1945年，原為臺南寶公學校訓導

南區第三國民學校、玉泉國民學校、逢甲國民學校
- 陳源泉：1945年11月~1953年8月

忠義國民學校
- 曾人爵：1953年8月~1955年9月
- 張石頭：1955年9月~1963年9月
- 蔡清池：1963年9月~1968年8月

忠義國民小學
- 蔡清池：1968年8月~1975年9月
- 錢玉慶：1975年9月~1978年8月
- 陳先枝：1978年8月~1986年8月
- 蔡鐘乾：1986年8月~1991年8月
- 林雪輝：1991年8月~1999年2月
- 吳淑美：1999年2月~2000年8月
- 蔡東峰：2000年8月~2018年8月
- 劉明道：2018年8月~2022年2月
- 林德宗：2022年2月~2022年8月（教務主任代理）
- 林泓成：2022年8月至今

## 外部鏈結
- 臺南市中西區忠義國民小學 （页面存档备份，存于）